# Mega Shark Versus Crocosaurus
Mega Shark Versus Crocosaurus è un film del 2010 diretto da Christopher Douglas.
Pellicola di genere monster/disaster movie, horror fantascientifico e drammatica, prodotta dallo studio The Asylum e distribuita il 21 dicembre 2010 direttamente per il circuito direct-to-video negli Stati Uniti. È il sequel di Mega Shark Versus Giant Octopus, ma contiene pochi riferimenti e un cast rinnovato rispetto al precedente film.
Il film è interpretato dagli attori Gary Stretch, Robert Picardo e Jaleel White (noto per il ruolo di Steve Urkel nella serie Otto sotto un tetto).

## Trama
Nella Repubblica Democratica del Congo, dei minatori scoprono l'esistenza di un coccodrillo gigante (chiamato Crocosaurus), che inizierà a seminare il panico. Quasi dall'altra parte del mondo, dei marinai avvistano e attaccano uno squalo di dimensioni spropositate (Mega Shark). Questo squalo è, probabilmente, lo stesso del film Mega Shark Versus Giant Octopus, che viene etichettato come capitolo precedente a questo. Nel frattempo, il coccodrillo è scappato per il mare, e, avvistato da dei militari, viene bombardato dai jet, ma riesce a sopravvivere e ad arrivare fino in città, facendo una strage. Lo squalo, anch'esso avvistato di nuovo, viene attaccato da dei sottomarini. Ma, ancora una volta incredibilmente, riesce a sopravvivere e arriva nella stessa città dove si trova il coccodrillo. Le due bestie ingaggiano uno scontro che, però, non vede nessun vincitore. Il film termina con l'esplosione di un vulcano sotto il mare, che fossilizza le bestie.

## Legami con altri titoli dell'Asylum
- Certe scene, dove la gente è in preda al panico, sono state prese da MegaFault - La terra trema.
- Nel film vi sono alcuni riferimenti a Mega Shark Versus Giant Octopus, come ad esempio, una foto autografata della cantante Debora Gibson (presente nel prequel), ed un poster giapponese del primo film.